# Symeon Barcik
Józef Barcik (w zakonie: Symeon, ur. 24 maja 1937 w Rychwałdku, zm. 7 czerwca 2006) – polski duchowny katolicki, franciszkanin, wikariusz prowincjonalny Prowincji Krakowskiej tego zakonu.
Profesję zakonną złożył 28 sierpnia 1953, profesję wieczystą (solemnę) 8 grudnia 1958, a święcenia kapłańskie przyjął 15 czerwca 1961. Był kustoszem bazyliki franciszkanów w Krakowie i wicepostulatorem podczas procesu kanonizacyjnego bł. Anieli Salawy. Rozwijał w sposób skuteczny jej kult w Krakowie. Prowadził m.in. każdego dziewiątego dnia miesiąca msze w intencji kanonizacji Salawy oraz wysyłał jej relikwie zainteresowanym. Był autorem opracowania Błogosławiona Aniela Salawa, będącego jej biografią wzbogaconą fragmentami jej z Dziennika z lat 1916–1921. Pochowany w grobowcu zakonnym na Cmentarzu Salwatorskim w Krakowie (kwatera SC 11).